# Новомлинівка
Новомли́нівка (до 1812 року — Дерт-Оба, Дурдуба, до 1946 — Новий Керменчик) (урум. Йаны Т’ерменчик / Дӧртоба) — село в Україні, у Розівській селищній громаді Пологівського району Запорізької області. Населення становить 522 осіб. До 2018 орган місцевого самоврядування — Новомлинівська сільська рада.
Село тимчасово окуповане російськими військами 24 лютого 2022 року в ході російсько-української війни.

## Географія
Село Новомлинівка знаходиться на березі річки Суха Яла, на відстані 1 км від села Новодворівка. На річці зроблена загата. Через село проходить автомобільна дорога Н08.

## Історія
- 1793 — дата заснування як села  Дерт-Оба  ( Дурдуба ) греками-переселенцями з села Старомлинівка[1].
- В 1812 році перейменоване на село Новий Керменшик (Новий Керменчик).
- В 1946 році перейменовано на село  Новомлинівка .
- 12 червня 2020 року, відповідно до розпорядження Кабінету Міністрів України № 713-р «Про визначення адміністративних центрів та затвердження територій територіальних громад Запорізької області», увійшло до складу Розівської селищної громади[2].
- 19 липня 2020 року, в результаті адміністративно-територіальної реформи та ліквідації  Розівського району увійшло до складу Пологівського району[3].

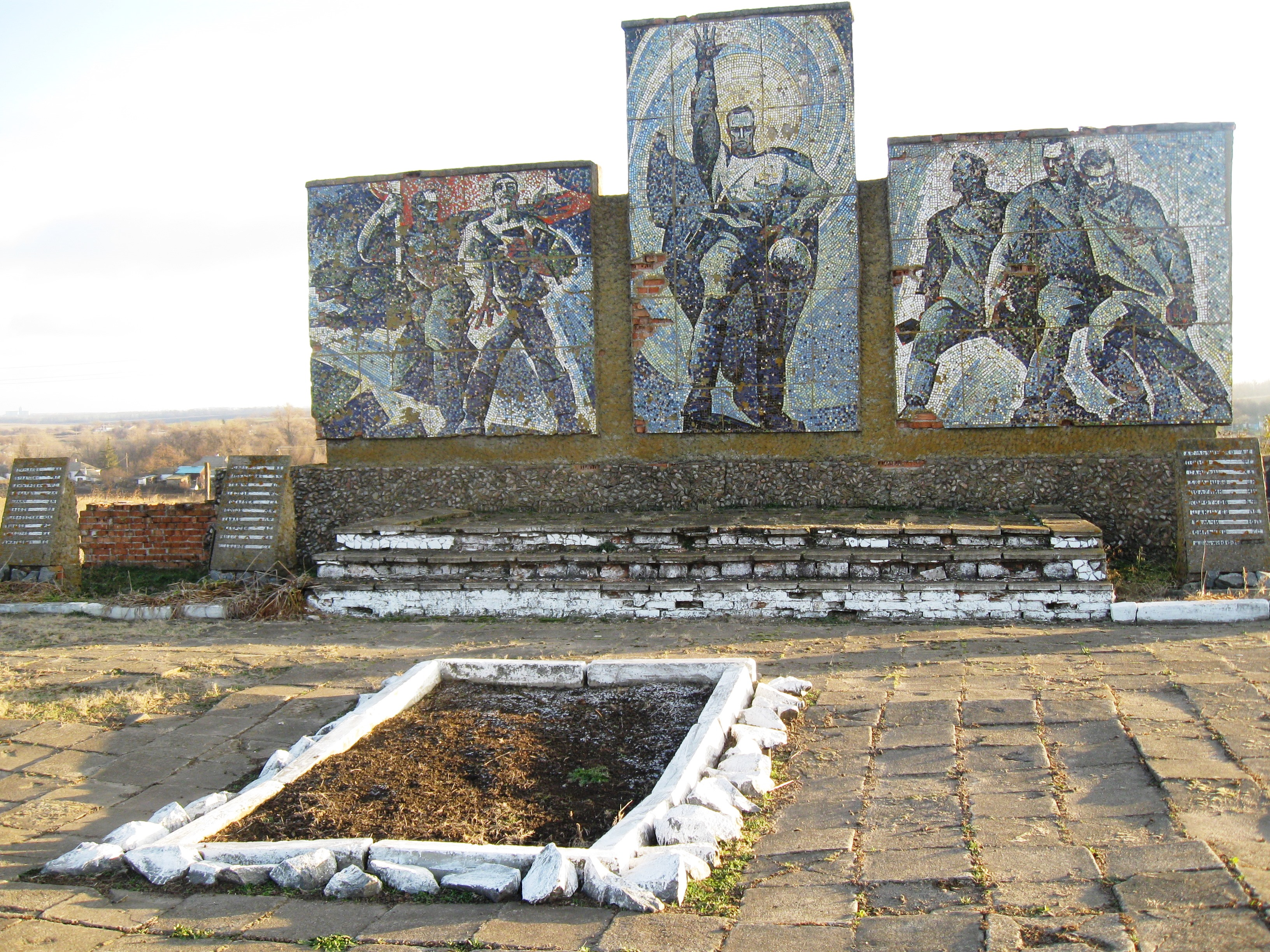
Братська могила борців за радянську владу та пам'ятник воїнам-односельцям. Поховано 7 осіб

## Економіка
- «Колос», ТОВ.
- «Лан», ФГ.

## Об'єкти соціальної сфери
- Школа I—II ст.
- Будинок культури.

## Народилися
- Матерський Микола Антонович — український диригент, фольклорист.